# Kreis Oletzko
Der Kreis Oletzko (ab 1933 Kreis Treuburg) war ein Landkreis im Osten der preußischen Provinz Ostpreußen. Er bestand von 1818 bis 1945 und gehörte zum Regierungsbezirk Gumbinnen. Der Name des Kreises bezog sich auf Schloss Oletzko, dem langjährigen Sitz des Landratsamts, das in der Kreisstadt Marggrabowa (1928–1945 Treuburg, heute Olecko) lag. Bereits von 1752 bis 1818 bestand in Ostpreußen ein Kreis Oletzko, der allerdings ein deutlich größeres Gebiet umfasste.

## Verwaltungsgeschichte

### Königreich Preußen

Der Kreis Oletzko in den Grenzen von 1752 bis 1818

Im Jahre 1752 führte Preußen eine Kreisreform durch, bei der aus den alten ostpreußischen Hauptämtern Oletzko, Lyck und Johannisburg ein erster Kreis Oletzko gebildet wurde. Er war nach dem in der Stadt Marggrabowa gelegenen Schloss Oletzko benannt, hatte eine Fläche von ca. 3000 km² und im Jahre 1800 62.372 Einwohner.
Im Rahmen der preußischen Verwaltungsreformen ergab sich mit der „Verordnung wegen verbesserter Einrichtung der Provinzialbehörden“ vom 30. April 1815 die Notwendigkeit einer umfassenden Kreisreform in ganz Ostpreußen, da sich die 1752 eingerichteten Kreise als unzweckmäßig und zu groß erwiesen hatten. Der Kreis Oletzko wurde zum 1. September 1818 neu zugeschnitten und umfasste nun nur noch den nördlichen Teil des alten Kreises, im Wesentlichen das alte Hauptamt Oletzko mit den Kirchspielen Czychen, Gonsken, Mierunsken, Marggrabowa, Schareyken, Schwentainen und Wielitzken. Das restliche alte Kreisgebiet kam zu den neuen Kreisen Lyck und Johannisburg. Der Kreis Oletzko wurde dem Regierungsbezirk Gumbinnen unterstellt. Landrat mit Amtssitz auf Schloss Oletzko blieb Karl Heinrich von Morstein, der dieses Amt bereits seit 1798 im alten Kreis Oletzko innehatte.
Seit dem 3. Dezember 1829 gehörte der Kreis – nach dem Zusammenschluss der Provinzen Preußen und Westpreußen – zur neuen Provinz Preußen mit dem Sitz in Königsberg i. Pr.

### Norddeutscher Bund und Deutsches Reich

Der Kreis Oletzko in den Grenzen von 1818 bis 1945

Seit dem 1. Juli 1867 gehörte der Kreis zum Norddeutschen Bund und ab dem 1. Januar 1871 zum Deutschen Reich. Nach der Teilung der Provinz Preußen in die neuen Provinzen Ostpreußen und Westpreußen wurde der Kreis Oletzko am 1. April 1878 Bestandteil Ostpreußens.
Am 1. Juli 1909 wurden die Landgemeinde Groß Czymochen und der Gutsbezirk Czymochen aus dem Kreis Lyck in den Kreis Oletzko umgegliedert.
Am 18. Februar 1920 trat für die Zeit der Volksabstimmung der Kreis Oletzko vorübergehend vom Regierungsbezirk Gumbinnen zum Regierungsbezirk Allenstein, der das Abstimmungsgebiet Allenstein bildete, wo das Volk über die Zugehörigkeit zu Deutschland abstimmen sollte. Im Kreis Oletzko entfielen 28.625 Stimmen auf den Verbleib in Ostpreußen und 2 auf den Anschluss an Polen.
Die Kreisstadt Marggrabowa wurde am 21. Dezember 1928 in Treuburg umbenannt. Zum 30. September 1928 fand im Kreis Oletzko entsprechend der Entwicklung im übrigen Freistaat Preußen eine Gebietsreform statt, bei der alle Gutsbezirke bis auf einen aufgelöst und benachbarten Landgemeinden zugeteilt wurden.
Seit dem 27. Juni 1933 trug auch der Kreis den neuen Namen Treuburg.
Während der Schlacht um Ostpreußen im Frühjahr 1945 wurde das Kreisgebiet durch die Rote Armee besetzt. Nach Kriegsende wurde das Kreisgebiet im Sommer 1945 von der sowjetischen Besatzungsmacht gemäß dem Potsdamer Abkommen unter polnische Verwaltung gestellt. Soweit die deutsche Bevölkerung nicht geflohen war, wurde sie in der Folgezeit größtenteils aus dem Kreisgebiet vertrieben.
Dem ehemaligen Landkreis entspricht heute ungefähr das Powiat Olecki in Polen.

## Einwohnerentwicklung
| Jahr | Einwohner                                             | Quelle |
| ---- | ----------------------------------------------------- | ------ |
| 1800 | 62.372                                                | [ 8 ]  |
|      |                                                       |        |
| 1818 | 19.373                                                | [ 9 ]  |
| 1846 | 30.595                                                | [ 10 ] |
| 1871 | 38.432                                                | [ 11 ] |
| 1890 | 40.401 davon 420 Katholiken, 223 Juden (24.000 Polen) | [ 12 ] |
| 1900 | 38.430 davon 37.714 Evangelische, 436 Katholiken      | [ 12 ] |
| 1910 | 38.850 davon 37.679 Evangelische, 709 Katholiken      | [ 12 ] |
| 1925 | 40.107                                                | [ 12 ] |
| 1933 | 39.938                                                | [ 12 ] |
| 1939 | 37.998                                                | [ 12 ] |

## Politik

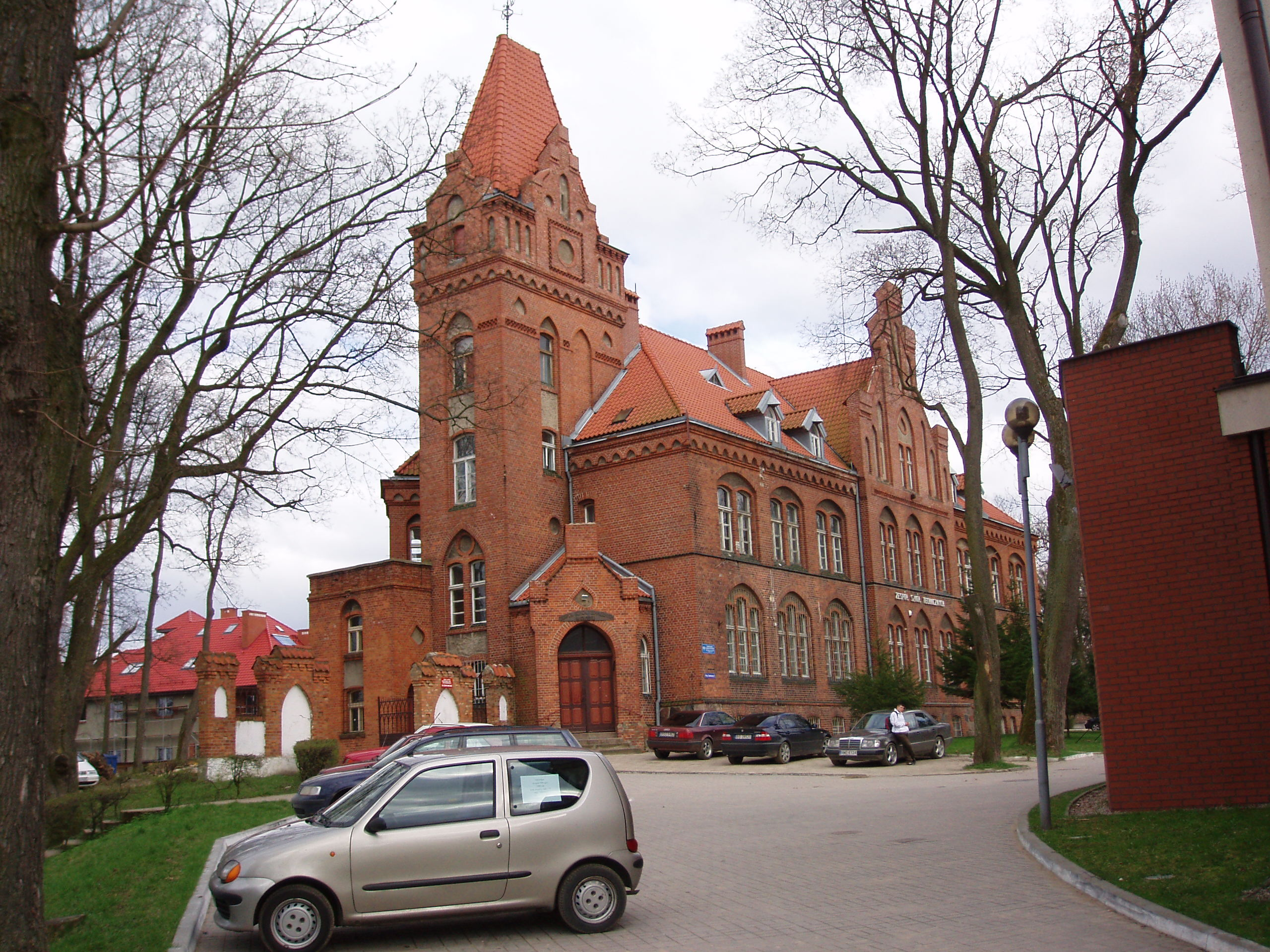
Das ehemalige Kreishaus in der heutigen Stadt Olecko

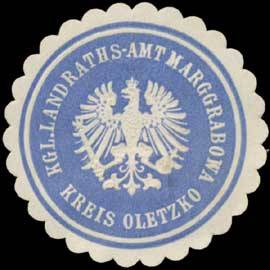
Die Siegelmarke des Kreises

### Landräte
- 1752–176300Timotheus von Brauchitsch
- 1763–176900Alexander von Drygalski
- 1769–177500Johann Albrecht von Stach de Goltzheim
- 1775–179700Heinrich Wilhelm von der Mülbe
- 1798–183300Karl Heinrich von Morstein  (1758–1842)[13]
- 1833–184100Gustav von Saltzwedel (1808–1897)
- 1841–185000Karl von Lenski
- 1850–185200Wahl (vertretungsweise)
- 1852–185900von Küster
- 18590000000von Wedel-Schwerin (vertretungsweise)
- 18590000000Steinberg (kommissarisch)
- 1860–187400Julius Frenzel (1830–1880)
- 1874–187700Bruno Fornet
- 18770000000Albrecht Oberg (kommissarisch)
- 1877–187900Rudolf Moehrs
- 1879–188800Karl Volprecht
- 1888–189400Wilhelm Meister
- 1894–191900Emil Braemer (1860–1939)
- 1919–192100Paul Walzer (1879–1936)
- 1921–193300Bruno Wachsmann
- 1933–193400von Winterfeld
- 1934–194500Walter Tubenthal (1900–1987)

### Wahlen
Im Deutschen Kaiserreich bildete der Kreis Oletzko zusammen mit den Kreisen Johannisburg und Lyck den Reichstagswahlkreis Gumbinnen 6.

### Kommunalverfassung
Der Kreis Oletzko gliederte sich in die Stadt Marggrabowa, in Landgemeinden und – bis zu deren nahezu vollständigem Wegfall – in Gutsbezirke. Mit Einführung des preußischen Gemeindeverfassungsgesetzes vom 15. Dezember 1933 gab es ab dem 1. Januar 1934 eine einheitliche Kommunalverfassung für alle Gemeinden. Mit Einführung der Deutschen Gemeindeordnung vom 30. Januar 1935 wurde zum 1. April 1935 das Führerprinzip auf Gemeindeebene durchgesetzt. Eine neue Kreisverfassung wurde nicht mehr geschaffen; es galt weiterhin die Kreisordnung für die Provinzen Ost- und Westpreußen, Brandenburg, Pommern, Schlesien und Sachsen vom 19. März 1881.

## Gemeinden
Nach den Gebietsreformen der 1920er Jahre umfasste der Kreis Oletzko bzw. Treuburg bis 1945 die Stadt Treuburg und 99 weitere Gemeinden:
| - Albrechtsfelde - Babken, Ksp. Gonsken - Babken, Ksp. Marggrabowa - Barannen - Bärengrund - Bartken - Bittkowen - Borawsken - Borken - Borkowinnen - Buttken - Chelchen - Czukten - Czychen - Diebowen - Doliwen - Dombrowsken - Dopken - Dullen - Duneyken - Duttken - Dworatzken - Dzingellen - Eichhorn - Friedensdorf | - Friedrichsheyde - Garbassen - Giesen - Gollubien, Ksp. Czychen - Gollubien, Ksp. Marggrabowa - Gonsken - Gordeyken - Griesen - Groß Gonschorowen - Groß Retzken - Grünheyde - Guhsen - Gutten - Jaschken - Jelittken - Judzicken - Jurken - Kiliannen - Kiöwen - Klein Oletzko - Klein Schwalg - Kleszöwen - Kowahlen - Kreuzdorf - Krupinnen | - Krzywen - Kukowen - Kukowken - Kutzen - Lakellen - Lengowen - Markowsken - Masuhren - Mierunsken - Monethen - Moosznen - Neuendorf - Nußdorf - Olschöwen - Plöwken - Polommen - Pomiannen - Przytullen - Puchowken - Rehfeld - Reuß - Ringen - Rogonnen - Rogowken - Rostau | - Sabielnen - Salleschen - Sattycken - Sawadden - Sayden - Schareyken - Schlepien - Schwentainen - Schwiddern - Seedranken - Seesken, Ksp. Schareyken - Seesken, Ksp. Wielitzken - Sobollen - Sokolken - Starosten - Statzen - Stoosznen - Suleyken - Treuburg, Stadt - Urbanken - Wensöwen - Wielitzken - Willkassen - Woynassen - Wronken |

Im Kreis lag außerdem der gemeindefreie Gutsbezirk Forst Borker Heide.
Vor 1945 aufgelöste Gemeinden
| - Friedrichsberg, ca. 1902 zu Puchowken - Gartenberg, am 30. September 1928 zu Monethen - Leschnicken, 1904 zu Kukowken - Neu Retzken, am 30. September 1928 zu Krupinnen - Neu Statzen, am 4. April 1925 zu Statzen |

## Ortsnamen
Bereits am 21. Dezember 1928 wurde die Kreisstadt Marggrabowa in „Treuburg“ umbenannt.
1938, vereinzelt auch schon in den Jahren davor, wurden im Kreis zahlreiche Ortsnamen eingedeutscht. Das waren meist lautliche Angleichungen, Übersetzungen oder freie Erfindungen:
- Babken (Ksp. Gonsken): Babeck
- Babken (Ksp. Marggrabowa): Legenquelle
- Barannen: Barnen
- Bittkowen: Bittkau (Ostpr.)
- Borawsken: Deutscheck (Ostpr.)
- Borkowinnen: Jarken
- Borrishof: Borishof
- Chelchen (Ksp. Schareyken): Vorbergen
- Chelchen (Ksp. Schwentainen): Kelchen
- Czukten: Schuchten
- Czychen: Bolken
- Daniellen: Kleinreimannswalde
- Diebowen: Diebauen
- Doliwen: Teichwalde (Ostpr.)
- Dombrowsken: Königsruh (Ostpr.)
- Dopken: Markgrafsfelde
- Duneyken: Duneiken
- Duttken: Sargensee
- Dworatzken (ab 1934:) Herrendorf
- Dzingellen: Dingeln
- Drosdowen: (ab 1934) Drosten
- Friedrichsheyde: Friedrichsheide
- Gonsken: Herzogskirchen
- Gollubien (Ksp. Czychen): Friedberg
- Gollubien (Ksp. Marggrabowa): Kalkhof
- Gonsken: Herzogskirchen
- Gordeyken: Gordeiken
- Gortzitzen (ab 1909:) Gartenberg
- Grappendorf: Kleinbolken
- Groß Czymochen (ab 1928:) Reuß
- Groß Gonschorowen: Klinken (Ostpr.)
- Grünheyde: Grünheide (Dorf)
- Grünheyde: Grünheide (Forst)
- Jaschken: Jesken
- Jelittken: Gelitten
- Judzicken (ab 1929:) Wiesenhöhe
- Jurken: Jürgen (Ostpr.)
- Kiliannen: Kilianen
- Klein Borawsken: Kleindeutscheck
- Klein Gonschorowen: Kleinkiöwen
- Klein Gordeyken: Kleingordeiken
- Klein Lassek: Liebchensruh
- Klein Oletzko: Herzogshöhe
- Klein Sawadden: Kleinschwalgenort
- Klein Schwalg: Schwalg
- Kleszöwen, ab 1936: Kleschöwen: Kleschen
- Könitzberg (ab 1929:) Gertrudenhof
- Kowahlen: Reimannswalde
- Krzysöwken (ab 1927:) Kreuzdorf
- Krzywen (ab 1934:) Bergenau
- Kukowen: Reinkental
- Kukowken: Heinrichstal (Ostpr.)
- Lakellen: Schönhofen (Ostpr.)
- Lengowen: Lengau
- Leschnicken: Kleinheinrichstal
- Markowsken: Markau (Ostpr.)
- Masuhren: Masuren
- Mierunsken: Merunen
- Monethen: Moneten
- Moosznen (1936: Mooschnen): Moschnen
- Niedzwetzken (ab 1926:) Bärengrund
- Nordenthal: Nordental
- Olschöwen (ab 1933:) Erlental
- Orzechowken (ab 1925:) Nußdorf
- Polommen: Herzogsmühle
- Pomiannen: Kelchdorf
- Przytullen: Siebenbergen
- Puchowken (ab 1929:) Wiesenfelde
- Rdzawen (ab 1928:) Rostau
- Refusowisna (ab 1921:) Rehfeld
- Rogowken: Roggenfelde (Ostpr.)
- Rosochatzken (ab 1927:) Albrechtsfelde
- Sabielnen: Podersbach
- Salleschen: Tannau (Ostpr.)
- Sawadden: Schwalgenort
- Sayden: Saiden
- Sattyken: Satticken
- Schareyken: Schareiken
- Schlepien: Schlöppen
- Schwidrowken I (ab 1929:) Eduardsfelde
- Schwidrowken II (ab 1929:) Wilhelmsruh (nicht mehr existent)
- Seesken (Ksp. Groß Czymochen): Draheim
- Sobollen: Richtenberg
- Sokolken: Halldorf
- Starosten: Müllersbrück
- Stobbenorth: Stobbenort
- Stoosznen: Stosnau
- Suleyken: Suleiken
- Sydden: Sidden
- Wensöwen: Eibenau
- Wessolowen: Kleinfronicken (nicht mehr existent)
- Wielitzken: Wallenrode
- Woynassen: Woinassen
- Wronken: Fronicken